# Ordnungs- und Verzeichnungsgrundsätze für die Staatlichen Archive der Deutschen Demokratischen Republik
Die Ausarbeitung und Einführung der Ordnungs- und Verzeichnungsgrundsätze für die staatlichen Archive der DDR (OVG) im Jahr 1964 sollte eine einheitliche wissenschaftlich fundierte Grundlage für die gesamte Archivarbeit in der DDR schaffen. Vorrang hatte dabei die Ordnung und Verzeichnung des Archivgutes der sozialistischen Epoche. Gleichzeitig wurde gefordert, dass die OVG für die inhaltliche Erschließung des Archivgutes früherer Epochen Anwendung findet. Oberste Priorität bestand darin, dass die mit der inhaltlichen Erschließung entstandenen Findhilfsmittel dem Benutzer die Möglichkeit eröffnen „so schnell und zuverlässig wie möglich an die gesuchten Quellen heranzuführen“.
In mehr als 300 Paragraphen wurde intensiv auf die Zuständigkeit und die Bestandsgliederung in Archiven eingegangen. Ein großes Kapitel nimmt ebenfalls die Bildung und die Abgrenzung von Archivbeständen sowie die inhaltliche Erschließung mit den wichtigsten Verzeichnungsangaben ein. Neben der grundlegenden Ausarbeitung zu den OVG wurden einige Jahre später weitere Ergänzungen zu Druckschriften, Karten und Plänen sowie Fotographischen Reproduktionen herausgegeben.
Heute bilden die OVG zusammen mit internationalen Erschließungsstandards die Grundlage für neue Richtlinien zur Erschließung verschiedener Archivaliengattungen.